# Лагос, Анастасиос
Анастасиос Лагос (греч. Αναστάσιος Λαγός; 12 апреля 1992, Альмирос, Греция) — греческий футболист, полузащитник клуба «Лариса».

## Клубная карьера
Лагос — воспитанник клуба «Панатинаикос». 20 декабря 2011 года в поединке Кубка Греции против «Агротикос Астерас» Анастасиос дебютировал за основной состав.  24 марта 2012 года в матче против ОФИ он дебютировал в греческой Суперлиге. 18 декабря 2013 года в поединке против «Левадиакоса» Лагос сделал «дубль», забив свои первые голы за «Панатинаикос». В том же году он помог клубу завоевать Кубок Греции. Летом 2016 года Анастасиос перешёл в немецкий «Вюрцбургер Киккерс». 14 августа в матче против «Кайзерслатуерна» он дебютировал во Второй Бундеслиге. Летом 2017 года его контракт истёк и Лагос вернулся на родину, подписав соглашение с «Ларисой». 10 сентября в матче против столичного АЕКа он дебютировал за новую команду.

## Международная карьера
В 2011 году в составе юношеской сборной Греции Лагос принял участие в юношеском чемпионате Европы в Румынии. На турнире он сыграл в матчах против команд Ирландии и Чехии.

## Достижения
Командные
 «Панатинаикос»
- Обладатель Кубка Греции — 2013/2014